# Нілотські мови
Нілотські мови — сім'я у складі східносуданських мов. Поширена на великій території від Південного Судану до Танзанії серед нілотських народів, які ведуть переважно скотарський спосіб життя. Діляться на три підгрупи: західну, східну і південну. Назва походить від назви річки Ніл або Нільського регіону Африки.

## Класифікація
- Східнонілотські мови[en]: туркана[en], суданська ланго, кластер маа (масайська[en], самбур тощо) та інші.
- Південнонілотські мови[en]: календжин[en], датуга[en], покот (пекот) та інші.
- Західнонілотські мови[en]: динка, луо[en] (долуо), угандійська ланго, луво та інші.

## Фонетика
Фонетична система цих мов включає 10 голосних — 5 напружених і 5 ненапружених. Протиставлення за ознакою напруженості — ненапруженості послаблене мовою нанді. У мові пакот довгі голосні протиставлені коротким. У мові календжин, крім довгих і коротких, є напівдовгі голосні. Приголосні артикуляційно діляться на лабіальні (дентальні), альвеолярні, альвео-палатальні і велярні (глоталізовані). Фонологічна відмінність між експлозивами й імплозивами відзначається тільки в барі. У мові масаї виявляються довгі, або сильні, приголосні. Збіг приголосних спостерігається рідко. Тони (високий, середній і низький) виконують змісторозрізнювальну функцію також і на граматичному рівні. Кореневий склад маркований наголосом. Коренева морфема CVC у чистому вигляді майже не зустрічається, зазвичай супроводжується афіксами.

## Писемність
У період з 20-х по 50-ті роки робилися спроби створення алфавітів для нілотських мов на основі латинської графіки. У цей період виникла релігійна та навчальна література окремими нілотськими мовами, мовою луо виходили газети. В 60-і і 70-і роки в ряді країн Північно-Східної і Східної Африки деякі нілотські мови стали використовуватися на середніх і нижчих адміністративних рівнях, у початковій школі, а також у радіомовленні (Уганда, Заїр).

## Вивчення
Дослідження нілотських мов велося нерівномірно. У середині XIX ст. було опубліковано описи мов барі і масаї. У першій третині XX ст. почалося вивчення інших, але далеко не всіх нілотських мов, тоді ж було здійснено порівняльний аналіз цих мов (К. Майнхоф, Л. Омбюрже). Основи класифікації нілотських мов закладено в 50-60 роки XX століття роботами Такера та Брайана. До того, як Джозеф Грінберг переглянув класифікацію ніло-сахарських мов, термін «нілотські мови» позначав лише ті мови, які нині називаються західними нілотськими, інші дві групи об'єднувалися під загальним терміном «ніло-хамітські мови» виходячи з хибного припущення про зв'язок цих мов з семіто-хамітськими мовами (застаріла назва афразійських мов).